# Marc Cherry
Marc Cherry (Long Beach, 23 marzo 1962) è un produttore televisivo e scrittore statunitense, famoso per essere l'ideatore della serie televisiva Desperate Housewives.

## Biografia

### Primi passi
Dopo essersi laureato alla Troy High School (Fullerton, CA), Cherry frequenta il programma teatrale della California State University, considerando seriamente di impegnarsi nella recitazione. Decide, quindi, di trasferirsi ad Hollywood, dando vita alla stesura dei suoi primi lavori come autore.
Nel 1990 entra a far parte del gruppo di autori e produttori della sitcom Cuori senza età (Le ragazze dorate). Cherry diede, inoltre, vita allo spin-off The Golden Palace (Il palazzo dorato).
Al termine dello show, Cherry fu coautore di The Five Mrs. Buchanans. Lo show girava intorno ad una famiglia matriarcale (la donna interpretata da Eileen Heckart), con quattro figli. Lo show ebbe una breve apparizione sulla CBS durante la stagione 1994-1995.
Marc Cherry fu, altresì, coautore di The Crew (1995).  Successivamente creò Some of My Best Friends una sitcom del 2001 basata, almeno in parte, sul film Kiss Me, Guido.

### Desperate Housewives
Nel 2004, dopo una conversazione con la madre sul caso di una donna che aveva ucciso i suoi figli, ebbe l'ispirazione per sviluppare uno show sulla disperazione che può cogliere qualsiasi donna, soprattutto se casalinga.  Dopo aver tentato, invano, di presentare lo show alla HBO, alla FOX, alla CBS ed alla NBC, Cherry vide la propria creazione appoggiata dalla ABC. La serie di Desperate Housewives, fu un immediato e sensazionale successo, coinvolgendo non solo gli Stati Uniti, ma gran parte del mondo. Cherry ricevette numerose offerte piuttosto remunerative, ma preferì firmare un accordo con la Touchstone, sin da quando la ABC aveva dimostrato fiducia nel progetto.
Cronaca impietosa dell'american way of life, lo show fu un fenomeno sociale e culturale durante tutta la prima serie, ricevendo forti critiche nella seconda, ritenuta scarsamente innovativa e graffiante rispetto alla precedente. Tuttavia, il suo successo non sembrò minimamente scalfirsi. Cherry, che era riuscito a lavorare solo saltuariamente nella creazione della seconda stagione, decise di impegnarsi personalmente nello sviluppo e produzione della terza stagione. Il suo impegno sembrò nuovamente essere ripagato.
Cherry ha scritturato numerosi attori per Desperate Housewives che avevano già lavorato con lui: Mark Moses, che interpreta il cattivo Paul Young, e Harriet Sansom Harris nei panni di Felicia Tilman, entrambi membri del cast di The Five Mrs. Buchanans. Nella terza stagione, Cherry ha scritturato Dixie Carter nel ruolo di Gloria Hodge, la folle madre di Orson. L'attore Alec Mapa, apparso in Some of My Best Friends, ha interpretato in vari episodi lo stilista personale di Gabrielle Solis.

### Devious Maids
Nel 2012, dopo la fine delle riprese di Desperate Housewives, Cherry insieme ad Eva Longoria inizia a lavorare ad una nuova serie, Devious Maids - Panni sporchi a Beverly Hills. Inizialmente era stata prodotta per ABC ma è poi andata in onda sul canale americano Lifetime, e in Italia su Comedy Central.
Questa nuova serie è ambientata a Beverly Hills e ha come protagoniste delle domestiche latinoamericane: Marisol (Ana Ortiz), Rosie (Dania Ramìrez), Carmen (Roselyn Sànchez),  Zoila (Judy Reyes) e Valentina (Edy Ganem), queste lavorano per celebrità o gente ricca. A loro tocca non solo pulire le case dei vip, ma anche mettere ordine alle loro vite, nascondere segreti, e talvolta anche innamorarsene. Proprio come le donne di Wisteria Lane, queste domestiche avranno a che fare con misteri e segreti, dato che, durante il primo episodio, una delle loro amiche, la cameriera Flora, sarà assassinata misteriosamente, e toccherà proprio ad una delle protagoniste, cioè Marisol, indagare sull'omicidio fingendosi una domestica per scagionare suo figlio Eddie, ingiustamente accusato dell'omicidio.
In America gli ascolti sono migliorati puntata dopo puntata portando molto presto la serie ad un rinnovo per una seconda stagione, composta da 13 episodi, che è andata in onda nel 2014 sempre su Lifetime.
Anche per Devious Maids Marc Cherry ha scritturato alcuni attori che avevano già lavorato con lui: Roselyn Sànchez, che qui interpreta Carmen Luna, una delle protagoniste, è già apparsa nell'ultimo episodio di Desperate Housewives.
Altri attori apparsi in Devious Maids che avevano già lavorato con Cherry sono Rebecca Wisocky che qui interpreta Evelyn Powell, Melinda Page Hamilton che interpreta Odessa, Valerie Mahaffey che interpreta Olivia e Richard Burgi che in un solo episodio interpreta il fratello di Genevieve Delatour (Susan Lucci), James Denton, Mike Delfino in Desperate Housewives, che nella quarta stagione interpreta Peter Hudson, e tanti altri.

## Apparizioni in TV
Cherry è apparso nei panni di se stesso in un episodio di Arrested Development - Ti presento i miei, il cui autore, Mitchell Hurwitz, era il coautore di Cherry in Cuori senza età e ha fatto un piccolo cameo nell'ultimo episodio di Desperate Housewives come traslocatore.

## Interessi politici
In un articolo di Newsweek, Cherry è stato descritto come un conservatore, gay e repubblicano.
Ciò nonostante, alcuni lo ritengono vicino alle idee democratiche.
Il 29 giugno 2006, Cherry ha accettato il premio Log Cabin Republicans durante una cena ad Hollywood alla presenza del Governatore della California Arnold Schwarzenegger.